# Jason Island
Jason Island ist eine Insel vor der Nordküste Südgeorgiens. Sie liegt unmittelbar östlich des Castor Point und 1,5 km nördlich des Larsen Point vor der Einfahrt zur Cumberland Bay.
Benannt ist die Insel nach dem Schiff Jason, mit dem der norwegische Walfangunternehmer Carl Anton Larsen während seiner Antarktisfahrt (1892–1894) zwischen 1893 und 1894 die Cumberland Bay erkundet hatte.